# Gombócz István
Gombócz István (1931.  –  2003. november 5.) magyar modellező sportoló, sportvezető. Francia és  német nyelvtudásával a FIA nemzetközi összekötője.

## Életpálya
1948-ban egyetemista – a közgazdaság-tudományi egyetem külkereskedelmi szakán végzett –  korában  jelentkezett repülőgépmodell építőnek, versenyzőnek. Első versenyét 1949-ben egy zárt téri körzetin vívta, második lett. Az első kísérletező a 10 köbcentiméteres kategóriában.

## Sportegyesületei
- Országos Magyar Repülő Egyesület,
- XIII. kerületi Gyapjúmosó gyár modellező egyesület. Társadalmi munkában pénztáros,

## Sporteredmények
1953-ban forgószárnyas körrepülő modelljével nemzetközi rekordot állított fel,
A 10 köbcentiméteres kategóriában magyar csúcsot repített 166 kilométer/órás sebességgel.

### Világbajnokság
Világbajnoki bronzérmes.

### Magyar bajnokság
Tízszeres magyar bajnok.

## Sportvezető
- 1955-ben Magyar Önkéntes Honvédelmi Szövetség (MÖHOSZ) keretében főelőadó, pénzügyi vezető.
- A Magyar Honvédelmi Szövetség modellezési osztályának helyettes vezetője. Szabályalkotó, a Nemzetközi Repülő Szövetség (FIA) modellező szekciójának (CIAM) tanácsadója.

## Szakmai sikerek
- a Magyar Népköztársaság Érdemes Sportolója,
- 1972-ben Haza Szolgálatáért arany fokozatának tulajdonosa,
- 1966-1985 között ötször nyerte el a Honvédelmi Emlékérmet,
- a Nemzetközi Repülő Szövetség (franciául: Fédération Aéronautique Internationale) (FAI) 37. magyarként, az 1974-ben megtartott kongresszusán Paul Tissandier diplomát adományozott részére.

## Külső hivatkozások
- Gombócz István. cavalloni.hu. [2013. április 4-i dátummal az eredetiből archiválva]. (Hozzáférés: 2012. január 17.)